# Esteban González Pons
Esteban González Pons (Valencia, 21 de agosto de 1964) es un abogado, político y escritor español. Desde 2014 es eurodiputado y portavoz del Partido Popular Europeo (PPE), y en junio de 2022 fue elegido vicepresidente del Grupo. A nivel nacional, es vicesecretario de Asuntos Institucionales e Internacionales del Partido Popular, nombrado por Alberto Núñez Feijóo en abril de 2022.

## Perfil y biografía
Licenciado en Derecho y doctor en Derecho constitucional ( tesis:El acto parlamentario en el sistema de fuentes) por la Universidad de Valencia en 1991. Ha sido profesor de Derecho en la Universidad de Valencia y ejerció como abogado. Militante del Partido Popular, fue elegido senador en las elecciones de 1993, 1996 y 2000 por la Circunscripción electoral de Valencia.
Presidió la Comisión de Internet en el Senado 1998-1999. Fue Portavoz del Grupo Popular en el Senado 1999-2003.
En 2003 renuncia a su escaño en el Senado al ser nombrado consejero de Cultura, Educación y Deporte en el gobierno valenciano de Francisco Camps. En 2004 es nombrado consejero de Relaciones Institucionales y Comunicación, cartera que compagina con la portavocía del Gobierno valenciano. En 2006 pasa a ocuparse de Territorio y Vivienda. En mayo de 2007 es elegido diputado en las Cortes Valencianas y pasa a ser portavoz del PP en la cámara, pero abandona su escaño para encabezar la lista del PP por Valencia en las elecciones generales del 9 de marzo.
En 2008 es elegido diputado nacional por la circunscripción de Valencia, y tras el XVI Congreso del PP, celebrado en esa misma ciudad, es nombrado vicesecretario general de Comunicación del PP.
En 2011 repite como diputado nacional y cabeza de lista por la circunscripción de Valencia. Fue nombrado vicesecretario general de Estudios y Programas en el XVII Congreso del Partido Popular que se celebró en Sevilla en febrero de 2012.
En las elecciones europeas de 2014 fue designado número dos de la lista del PP, siendo elegido eurodiputado y nombrado vicepresidente del Grupo del PPE y portavoz adjunto de la delegación del PP en el Parlamento Europeo.
En abril de 2022 fue nombrado vicesecretario general de Política Institucional e Internacional del Partido Popular por el Alberto Núñez Feijóo. Durante estos años como vicesecretario general, fue el negociador del partido con el Gobierno socialista para terminar con el bloqueo del Consejo General del Poder Judicial, que concluyó con su renovación entre julio —elección de los vocales— y septiembre —asunción de María Isabel Perelló Doménech como presidenta— de 2024.
Es autor además de los libros «Camisa Blanca» (2011) de la editorial Rufaza Show, «Tarde de Paseo» (2015) de la Editorial Imprenta Romeu y las novelas en la Editorial Espasa «Ellas» (2020) , «El Escaño de Satanás» (2022) y «Libro de pecados» (2025). 

## Cargos desempeñados
- Senador por Valencia (1993-2003).
- Portavoz del Grupo Popular en el Senado (1999-2003).
- Consejero de Cultura y Educación de la Generalidad Valenciana (2003-2004).
- Consejero de Relaciones Institucionales de la Generalidad Valenciana (2004-2006).
- Consejero de Territorio y Vivienda de la Generalidad Valenciana (2006-2007).
- Diputado por Valencia en las Cortes Valencianas (2007-2008).
- Portavoz del Grupo Popular en las Cortes Valencianas (2007-2008).
- Diputado por Valencia en el Congreso de los Diputados (2008-2014).
- Vicesecretario general de Comunicación del PP de España (2008-2012).
- Vicesecretario general de Estudios y Programas del PP (2012-2014).
- Eurodiputado del Grupo PPE en el Parlamento Europeo (Desde 2014).
- Vicepresidente del Partido Popular Europeo.
- Vicesecretario general Institucional del Partido Popular (Desde 2022).